# پوست (فیلم ۱۹۹۵)
پوست (انگلیسی: Skin) فیلمی کوتاه است که در سال ۱۹۹۵ منتشر شد.